# Mirando City
Mirando City is een plaats (census-designated place) in de Amerikaanse staat Texas, en valt bestuurlijk gezien onder Webb County.

## Demografie
Bij de volkstelling in 2000 werd het aantal inwoners vastgesteld op 493.

## Geografie
Volgens het United States Census Bureau beslaat de plaats een oppervlakte van
28,7 km², geheel bestaande uit land. Mirando City ligt op ongeveer 241 m boven zeeniveau.

## Plaatsen in de nabije omgeving
De onderstaande figuur toont nabijgelegen plaatsen in een straal van 36 km rond Mirando City.